# Гендельштейн Альберт Олександрович
Альберт Олександрович Гендельштейн (4 квітня 1906 — 25 березня 1981) — радянський режисер і сценарист ігрового і документального кіно.

## Біографія
Народився 4 квітня 1906 року в Пензі в єврейській родині.
Закінчив режисерський факультет Державного кінотехнікуму (нині ВДІК, 1927). Закінчивши кінотехнікум, Гендельштейн і Олексій Файнциммер отримали запрошення від Всеволода Пудовкіна попрацювати асистентами на зйомках картини «Кінець Санкт-Петербурга».
У списку Мойсея Алейникова був відзначений першим як найбільш перспективний режисер. Поставив всього три ігрові картини: Любов і ненависть (1935), Поїзд їде в Москву (1938), і Лермонтов (1943).
У 1943—1945 рр. — режисер фронтової кіногрупи Першого Українського фронту.
З 1945 року — режисер Московської студії науково-популярних фільмів. Режисер, сценарист ігрового і документального кіно. Автор ряду сюжетів в кіножурналах «Новини сільського господарства», «Наука і техніка», «Здоров'я», «Хочу все знати».
Помер в 1981 році після тривалої важкої хвороби. Похований в Москві на Востряковському кладовищі.

## Сім'я
- Перша дружина — акторка Євгенія Іванівна Рогуліна (1906—1984), працювала в російських театрах Ашгабата і Душанбе, заслужена артистка Туркменської РСР, народна артистка Таджицької РСР.
  - Дочка — акторка Юлія Альбертівна Гендельштейн (в шлюбі Севела, нар. 1934), була першим шлюбом одружена з актором і дисидентом Юліаном Паничем, другим шлюбом (1957) — з письменником і режисером Юхимом Севелою. З 1971 року жила в Ізраїлі.
    - Онучка — Марія Севела (нар. 1960), французька історикиня-японістка.

  - Син — Валерій Альбертович Гендельштейн (пізніше Рогулін, нар. 1936), інженер, режисер-постановник науково-популярних фільмів і телепередач[1].
- Друга дружина — естрадна співачка Едіт Леонідівна Утьосова. Діти від першого шлюбу виховувалися в новій сім'ї батька і в будинку діда — Леоніда Утьосова.

## Фільмографія

### Режисер
- 1935 — «Любов і ненависть»
- 1938 — Поїзд йде в Москву
- 1941 — Рівно у сім (в Бойовому кінозбірнику № 7)
- 1943 — Лермонтов
- 1945 — Олександр Покришкін
- 1949 — В гостях у старійших (документальний)
- 1950 — Перші крила

- 1961 — У глибині сибірських руд (науково-популярний)
- 1963 — «Чайка» на острові Свободи (документальний)
- 1963 — Скульптор і час (науково-популярний)
- 1964 — Два дні в Непалі (документальний)
- 1966 — Дмитро Шостакович (документальний)
- 1969 — Руками хірурга (науково-популярний)
- 1973 — Джерела творчості (науково-популярний)
- 1975 — Коли мовчать пісні і перекази (науково-популярний)

### Сценарист
- 1939 Повітряна пошта
- 1956 «Товариш» йде в море (науково-популярний)
- 1967 Дмитро Шостакович (документальний)

## Призи та нагороди
- 1956 МКФ в Канні — Приз за найкращий сценарій, фільм «„Товариш“ йде в море»
- 1968 Всесоюзний кінофестиваль — Головний приз за фільм «Дмитро Шостакович»
- 1970 Всесоюзний кінофестиваль — Диплом і Премія за найкращу режисуру, фільм «Руками хірурга»